# Білецький Зиновій Якович
Зіновій Яковлевич Білецький (1901, м. Лазуки, нині Вітебська область — 1969, Москва, РРФСР) — радянський філософ, історик філософії.

## Біографічні відомості
Член партії з 1919 року. Професор філософії (1929), засновник «белецкіанської» наукової школи соціальної філософії (видні представники: А. І. Вербін, Ш. М. Герман, М. Я. Ковальзон, Д. І. Кошельовський, Е. А. Куражковська та інші).
З 1953 року очолював кафедру діалектичного і історичного матеріалізму гуманітарних факультетів МДУ імені Ломоносова, з 1955 року працював в МІЕІ. Нагороджений орденом Трудового Червоного Прапора (1944) та іншими нагородами.